# 1712 Анґола
1712 Анґо́ла (1935 KC, 1929 GC, 1935 ML, 1946 JB, 1953 SD, 1963 MD, 1712 Angola) — астероїд головного поясу, відкритий 28 травня 1935 року.
Тіссеранів параметр щодо Юпітера — 3,098.